# Jeff Porter
Jeff Porter, właśc. Jeffrey Issack Porter (ur. 27 listopada 1985 w Summit) – amerykański lekkoatleta specjalizujący się w sprinterskich biegach przez płotki.
W 2011 był czwarty w biegu na 110 metrów przez płotki podczas igrzysk panamerykańskich. Rok później startował na igrzyskach olimpijskich w Londynie, na których dotarł do półfinału 110 metrów przez płotki.
Medalista mistrzostw kraju. Stawał także na podium mistrzostw NCAA.
Jego żona Tiffany Ofili-Porter także jest płotkarką.

## Osiągnięcia
| Rok  | Impreza                  | Miejsce        | Konkurencja                     | Lokata     | Wynik |
| ---- | ------------------------ | -------------- | ------------------------------- | ---------- | ----- |
| 2011 | Igrzyska panamerykańskie | Guadalajara    | bieg na 110 metrów przez płotki | 4. miejsce | 13,45 |
| 2012 | Igrzyska olimpijskie     | Londyn         | bieg na 110 metrów przez płotki | półfinał   | 13,41 |
| 2016 | Igrzyska olimpijskie     | Rio de Janeiro | bieg na 110 metrów przez płotki | półfinał   | 13,45 |

## Rekordy życiowe
- Bieg na 60 metrów przez płotki (hala) – 7,46 (2014)
- Bieg na 110 metrów przez płotki – 13,08 (2012)